# Chersotis semna
Chersotis semna là một loài bướm đêm trong họ Noctuidae.